# 路德维希一世 (巴登)
路德维希一世·威廉·奥古斯特（Ludwig I Wilhelm August，1763年2月9日—1830年3月30日），第三任巴登大公，也是巴登策林格王朝嫡系的最后一位君主，1818年至1830年在位。
路德维希一世为巴登首任大公卡尔·弗里德里希的第三子，1763年2月9日生于巴登-杜拉赫藩侯国首府卡尔斯鲁厄。1818年12月8日继承无嗣的侄儿卡尔成为巴登大公。
1820年，路德维希一世保存了在前两任大公时代准备关闭的弗赖堡大学，该大学从此更名弗赖堡阿尔伯特-路德维希大学（Albert-Ludwigs-Universität Freiburg）；1825年，路德维希一世开办了卡尔斯鲁厄工业科技高等学校，这是德国最古老的科技高校。
路德维希一世在普鲁士军队服役了很长时间，统治比较专制，反对议会制度，没有得到民众的支持。
路德维希一世于1830年去世，他的死留下了许多传闻。同时他的死也标志着策林格家族嫡系的绝嗣。卡尔·弗里德里希与平民路易丝·卡洛琳·格耶尔·冯·格耶尔斯贝格的子女于1817年被卡尔大公给予了与策林格家族嫡系成员完全相同的继承权，以继承即将绝嗣的大公之位。路德维希一世去世后，异母弟利奥波德继承了大公之位。
路德维希一世时代历任巴登首相
- 威廉·路德维希·利奥波德·莱因哈德·冯·贝尔施泰特男爵（Wilhelm Ludwig Leopold Reinhard Freiherr von Berstett），任期：1818年12月—1831年（1819年10月8日前为临时政府首相）

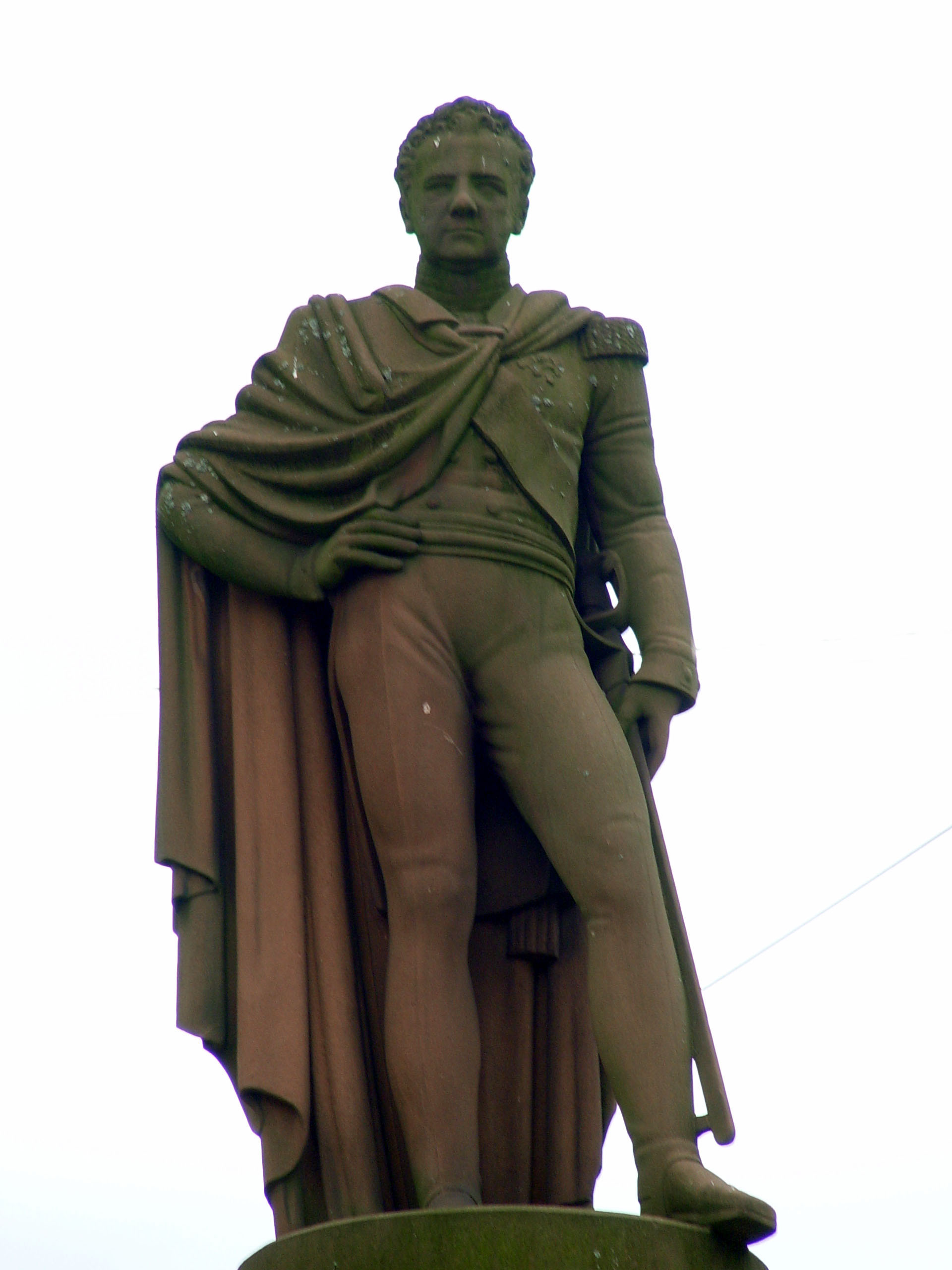
路德维希一世

## 婚姻与子女
路德维希一世终生未婚，但留下了四名私生子女：
- 私生子路德维希·威廉·冯·施泰因贝格（Ludwig Wilhelm von Steinberg，1797-1871），生母不详，有子嗣；
- 私生女路易丝（Luise，1817-1821），贡德尔斯海姆女伯爵、朗根施泰因女伯爵卡塔琳娜·维尔娜（Katharina Werner, Gfn von Gondelsheim and Gfn von Langenstein）生；
- 私生子贡德尔斯海姆和朗根施泰因伯爵路德维希·威廉·奥古斯特（Ludwig Wilhelm August, Gf von Gondelsheim und Langenstein，1820-1872），卡塔琳娜·维尔娜生；
- 私生女贡德尔斯海姆和朗根施泰因女伯爵路易丝（Gfn Louise von Gondelsheim und Langenstein，1825-1900）。

| 路德维希一世 (巴登) 策林格王朝出生于：1763年2月9日逝世於：1830年3月30日 | 路德维希一世 (巴登) 策林格王朝出生于：1763年2月9日逝世於：1830年3月30日 | 路德维希一世 (巴登) 策林格王朝出生于：1763年2月9日逝世於：1830年3月30日 |
| 統治者頭銜                                                              | 統治者頭銜                                                              | 統治者頭銜                                                              |
| ----------------------------------------------------------------------- | ----------------------------------------------------------------------- | ----------------------------------------------------------------------- |
| 前任： 卡爾                                                             | 巴登大公 1818年—1830年                                                  | 繼任： 利奥波德                                                         |